# Fleckendelfine

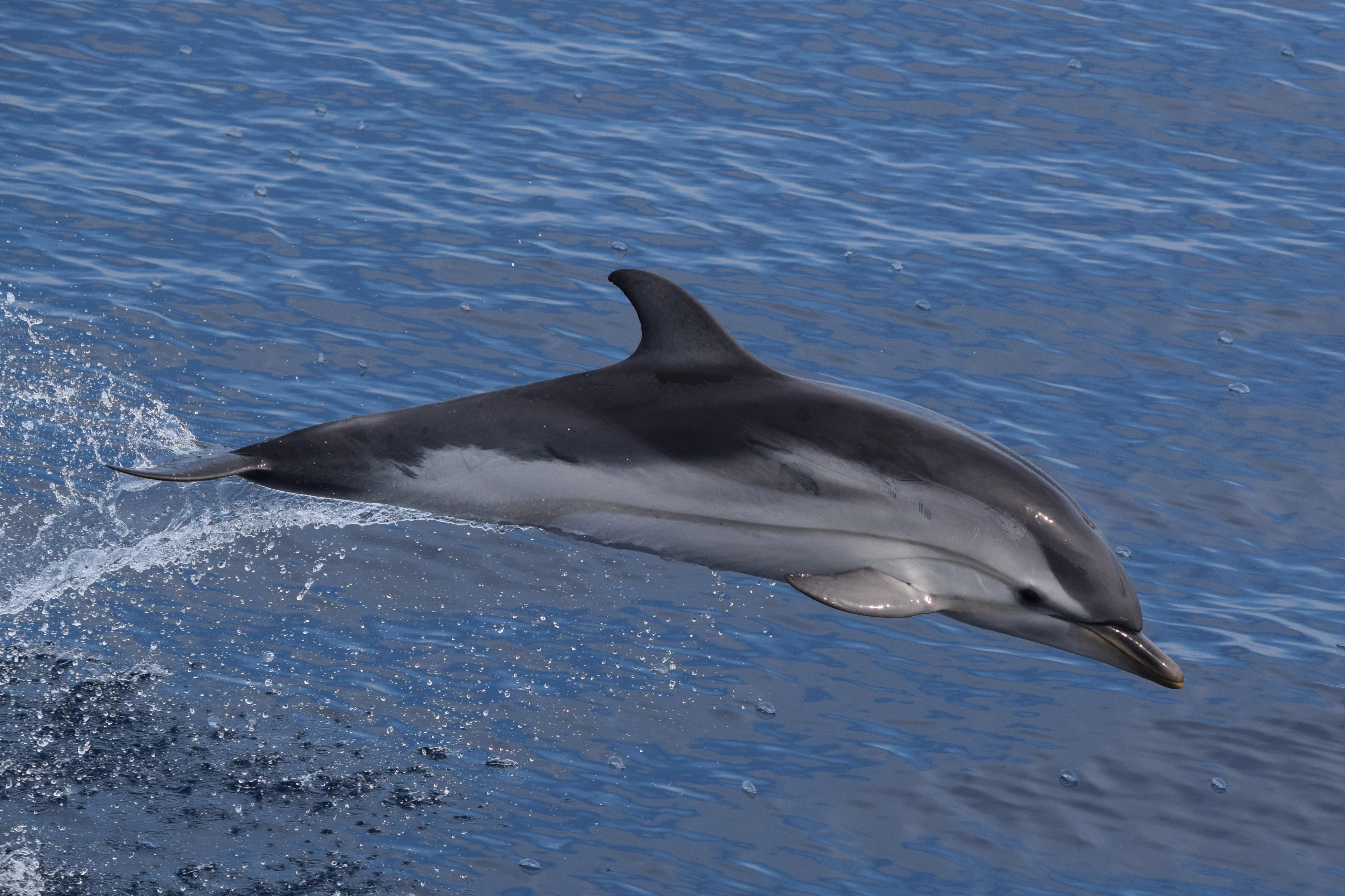
Blau-Weißer Delfin

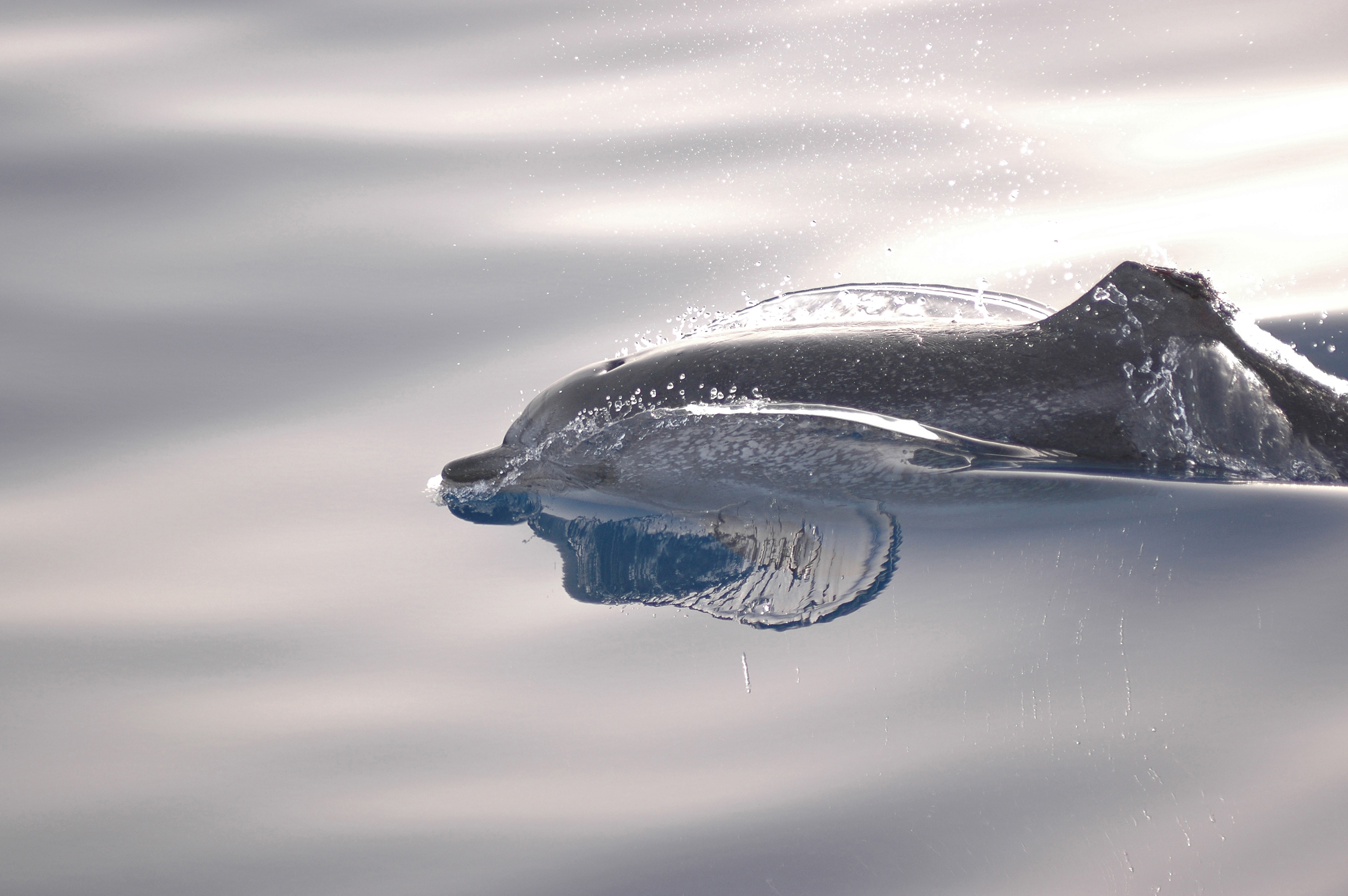
Zügeldelfin vor La Gomera (Kanaren) mit einer Verletzung der Finne

Die Fleckendelfine (Stenella) sind eine weltweit in warmen Meeren verbreitete Gattung der Delfine.

## Merkmale
Die Fleckendelfine sind kleine bis mittelgroße, schlanke Tiere mit 1,5 bis 3,5 Metern Körperlänge, wobei die Männchen meist etwas größer sind. Die Schnauze ist lang und schmal und vom Kopf durch eine Furche abgesetzt. Die Körperfärbung ist innerhalb der Gattung und auch innerhalb der Arten sehr variabel mit meist dunkelgrauer Ober- und weißgrauer Unterseite zu der je nach Art verschiedene Streifen- oder Fleckenmuster kommen.
Je Kieferseite sitzen 28 bis 65 kleiner, spitzer Zähne. Die Zahl der Wirbel liegt bei 68 bis 81.

## Lebensweise
Fleckendelfine sind Hochseetiere, die klare, tiefe, küstenferne Meeresbereiche besiedeln. Teilweise wurden innerhalb der Arten größere, sich im Bereich des Kontinentalschelfs aufhaltende und kleinere, den offenen Ozean bevorzugende Formen beschrieben. Sie werden meist in kleinen Gruppen und nur sehr selten einzeln angetroffen, aber beim Schlankdelfin wurden auch Schulen mit mehreren tausend Tieren beobachtet. Wie auch andere Delfine verständigen sie sich untereinander durch Pfeif- und Klicklaute.
Fleckendelfine sind sehr springfreudig und zeigen dabei immer wieder die Gewohnheit, senkrecht aus dem Wasser zu springen und sich um die Längsachse zu drehen, um anschließend mit dem Schwanz voran wieder einzutauchen. Die Nahrung sind fast ausschließlich kleine Fische, daneben manchmal auch Tintenfische.

## Systematik
Die Systematik der Gattung war lange Zeit umstritten und es wurden insgesamt über ein Dutzend verschiedener Arten beschrieben. Heute werden fünf Arten anerkannt:
- Ostpazifischer Delfin (Stenella longirostris)
- Clymene-Delfin (Stenella clymene)
- Blau-Weißer Delfin (Stenella coeruleoalba)
- Schlankdelfin (Stenella attenuata)
- Zügeldelfin (Stenella frontalis)

## Bedrohung und Schutz
Teilweise direkt befischt, sind die Arten der Gattung besonders als Beifang beim Thunfischfang bedroht, da sie häufig zusammen mit Thunfischschwärmen ziehen. Alle Arten sind im Anhang II des Washingtoner Artenschutzübereinkommen gelistet.